# Hills and Dales (Ohio)
Hills and Dales és una població dels Estats Units a l'estat d'Ohio. Segons el cens del 2000 tenia 260 habitants.

## Demografia
Segons el cens del 2000, Hills and Dales tenia 260 habitants, 107 habitatges, i 86 famílies. La densitat de població era de 313,7 habitants per km².
Dels 107 habitatges en un 25,2% hi vivien nens de menys de 18 anys, en un 73,8% hi vivien parelles casades, en un 4,7% dones solteres, i en un 18,7% no eren unitats familiars. En el 16,8% dels habitatges hi vivien persones soles el 12,1% de les quals corresponia a persones de 65 anys o més que vivien soles. El nombre mitjà de persones vivint en cada habitatge era de 2,43 i el nombre mitjà de persones que vivien en cada família era de 2,72.
Per edats la població es repartia de la següent manera: un 20,4% tenia menys de 18 anys, un 1,9% entre 18 i 24, un 16,5% entre 25 i 44, un 40,8% de 45 a 60 i un 20,4% 65 anys o més.
L'edat mediana era de 51 anys. Per cada 100 dones de 18 o més anys hi havia 88,2 homes.
La renda mediana per habitatge era de 108.257 $ i la renda mediana per família de 120.559 $. Els homes tenien una renda mediana de 100.000 $ mentre que les dones 39.167 $. La renda per capita de la població era de 65.910 $. Aproximadament el 3,4% de les famílies i el 3,4% de la població estaven per davall del llindar de pobresa.

## Poblacions més properes
El següent diagrama mostra les poblacions més properes.